# Sportdigital
Sportdigital es un canal de televisión orientada a los deportes en Alemania. Las emisiones de canales en varios paquetes de cable y satélite incluyendo Sky Deutschland cobertura deportiva ininterrumpida y emisiones diarias.
La cobertura incluye KHL Hockey, Liga Premier de Brasil, la primera división argentina ,  la MLS, Scottish Premier League, el australiano A-League y muchos otros deportes.

## Historia
Después de empezar en Internet y televisión, Sportdigital nace una primavera del 2008 en los que llega través de algunos proveedores de televisión digital vía satélite o por cable incluido .
En junio de 2009 que Sportdigital ya no se ofrece a partir de la temporada 2009/2010 en los derechos de retransmisión de la Liga de balonmano alemán. 
A partir de 2010, se trasladó a los donantes SPORTFIVE de la televisión de pago digital de los deportes de la espalda. A partir de agosto de 2010, establece el interés por las principales ligas del mundo del fútbol. En un principio se aseguró la Eredivisie (Holanda), la Liga Premjer (Rusia) y el npower Liga de Fútbol Campeonato (Inglaterra / 2. Liga). Más tarde llegó la MLS (EE. UU.) y, recientemente, también es sorprendente que la Serie A (Italia) añadió. Los derechos de Premjer League y la MLS se extendieron por Sports Digital en 11 de marzo de 2011. El conjunto de la Eredivisie holandesa fue también alrededor de la Copa KNVB ampliado. 
A fines de diciembre de 2010 anunció Sportdigital una cooperación con Sky , según la cual debe mostrar un cielo vivo Serie A partido por partido.  Sin embargo, dado que vinieron debido a problemas con los derechos no asignados italianos. 
En noviembre de 2010, la estación que aseguró Continental de la liga de hockey (KHL) y otra adquisición en los derechos nuevos. Como un nuevo deporte es desde enero de 2011, kickboxing visto en Deportes digital. El transmisor está en conversaciones para comprar más derechos deportivos. Cooperación con portales de Internet también facilita las compras de derechos.
Sportdigital está dispuesto a mostrar a sus suscriptores "contenido exclusivo". La KHL y otros deportes que se puede ver de forma gratuita en internet fueron , por lo tanto, excluidos del programa. Desde la temporada de fútbol 2011/12 Sportdigital irradia una vez a la semana a partir de unos puntos destacados de fútbol de 30 minutos de la Serie A italiana, la Premjer Liga rusa y en la Eredivisie. En octubre de 2011, que también anunció que quiere iniciar una ofensiva programa con el nuevo estudio virtual compatible con HD, a partir de los comentaristas deportivos digitales informan antes y después de los juegos en vivo. Además, el diseño al aire en se modificó. Así remolque, gráficos, alfombrillas de vista previa y firmas aparecen ahora en un nuevo aspecto. 
A finales de enero de 2012 fue la estación anunció que a partir de ahora en la Copa Libertadores será transmitido en vivo. Por cierto sigue siendo una revista semanal de previsualización espectadores se preparan para el próximo día del partido. Desde febrero de 2012 deportes digital también muestra los partidos de la Liga de Fútbol de Polonia, el T-Mobile Ekstraklasa. Deporte Digital HD es de acuerdo con un informe publicado en la película de televisión estará disponible en Sky y otras plataformas a partir del agosto de 2013. Desde el 1 de diciembre de 2015 Sports HD digital con Sky Alemania y AustriaSat Astra es recibir 19,2 ° Este, la versión SD se ha establecido.
Desde la temporada 2014/15, el belga es de Sportdigital también Jupiler Pro League transferencia.

## Eventos
- Primeira Liga
- Premier League de Rusia
- Eredivisie
- Copa Libertadores de América
- CONCACAF Liga de Campeones
- Football League Championship
- Jupiler Pro League
- Copa de Turquía
- A-League
- Brasileirão
- Superliga Argentina
- Copa de la Superliga Argentina

## Sportdigital HD
El 21 de agosto de 2013 Deportes Digital anunció en un comunicado de prensa para la conexión del transmisor en la UPC Cablecom para poner en marcha el "modo de transmisión HD" a finales de [2013]" en. Frente a Digitalfernsehen.de confirmó Gisbert Wundram planificación, pero en un principio podría llamar para la plataforma HD rama distinta de la UPC Cablecom. La intrusión no ha logrado desde entonces. UPC Cablecom anunció en octubre de 2014, Twitter para alimentar el paquete Comfort transmisor de 4 de noviembre de 2014. Anteriormente, el canal es ya desde el 28 de octubre de 2014 a Quickline sido alimentado al canal 275a Desde el 1 de diciembre de 2015 acepta a través de satélite de alta definición rama de la posición de programa del transmisor SD anterior.en el futuro, la rama HD debería comenzar en otras plataformas, incluyendo en Alemania. El 1 de diciembre de 2015 Deportes digital de alta definición incluso con Sky Alemania y AustriaSat ser recibidas a través de Astra 19,2º Este.
Desde 2010, vástago HD del transmisor ha sido anunciado en repetidas ocasiones. Hasta la fecha, se llama la falta de capacidades de alta definición con los operadores de la plataforma como una razón para cambiar el principio.